# تراتوم
تراتوم شامل سلول‌ها و بافت‌های نارس یا رسیده قابل تشخیص می‌باشد، که نشانگر وجود بیش از یک لایه زایا و حتی هر سه لایه زایا می‌باشد. منشأ تراتوم‌ها از سلول‌های تمام‌توانی از آن‌ها که به طور طبیعی در تخمدان و بیضه وجود دارند، و گاهی از آن‌ها که به طور غیرطبیعی در بقایای رویانی بازداشته‌شده در خط وسط هستند، می‌باشد. این سلول‌ها ظرفیت تمایز به انواع سلول‌هایی که در بزرگسالی در بدن یافت می‌شوند را دارند. بنابراین کاملاً طبیعی است که نئوپلاسمی ایجاد شود که کاملاً نامنظم و به‌هم‌ریخته تکه‌هایی از استخوان، اپی‌تلیوم، ماهیچه، چربی، عصب و سایر بافت‌ها را تقلید نماید.